# Roeselia diversalis
Roeselia diversalis är en fjärilsart som beskrevs av Inoue 1991. Roeselia diversalis ingår i släktet Roeselia och familjen trågspinnare. Inga underarter finns listade.